# Incident des tombes de Gaoping
Batailles
Yiling/Xiaoting - Campagne contre le Wu - Campagne du Sud - Expéditions de Zhuge Liang - Shiting - Liaodong - Offensive du Wu - Xingshi - Koguryo - Gaoping - Expéditions de Jiang Wei (Didao) - Dongxing - Shouchun - Cao Mao - chute du Shu - Zhong Hui - Chute du Wu
L'incident des tombes de Gaoping (高平陵之變) est un coup d'État qui eut lieu en 249, pendant la période des Trois Royaumes, dans le Royaume de Wei. Ce coup d'État impliqua Cao Shuang, le Régent-Maréchal et administrateur de la Cour impériale des Wei et Sima Yi, l'autre Régent-Maréchal du Wei. Sima Yi réussit à prendre le pouvoir, alors que Cao Shuang et sa famille sont exécutés. Ce coup d'État accroit le pouvoir et l'influence du clan Sima au sein du Wei, et ouvre la voie à la fondation de la Dynastie Jin.

## Origines
En 239, Cao Rui, l'empereur du Wei, meurt en laissant comme successeur un enfant de huit ans, Cao Fang. Dans son ultime Edit, Cao Rui nomme le Général en Chef Cao Shuang et le Grand Commandant Sima Yi régents du royaume pour assister Cao Fang. Profitant de son nouveau rang, Cao Shuang ostracise Sima Yi et place des proches tels que He Yan, Deng Yang, Li Sheng (李勝), Bi Gui et Ding Mi (丁謐) à des postes clefs au sein de la cour impériale du Wei. Cependant, Cao Shuang semble offrir une promotion à Sima Yi, en lui donnant le rang de Grand Tuteur. C'est en fait un leurre, le nouveau poste de Sima ne lui laisse aucun véritable pouvoir. Pour contrôler l'armée en plus de la cour, Cao Shuang se fait nommer chef de la garde impériale du Wei et nomme ses frères Cao Xi et Cao Xun (曹訓) aux plus hauts postes de l'armée. Après toutes ces nominations, Cao Shuang contrôle complètement la cour du Wei; et se met à utiliser ce pouvoir pour son compte personnel, en négligeant les affaires de l'État.
Sima Yi se retrouve dépouillé de tout véritable pouvoir et exclu de la gestion des affaires de l'État. En 247, il feint d’être malade et se retire ostensiblement de la vie publique, pour ne plus avoir affaire à Cao Shuang. L'année suivante, Li Sheng est nommé inspecteur de la province de Jing. Avant de rejoindre son nouveau poste, il rend visite à Sima Yi. Sima lui joue alors une comédie très élaborée, en prétendant que son état de santé s'est dégradé. Il simule une perte de l'audition, en faisant semblant d'entendre « province de Bing » au lieu de « province de Jing », et quand on vient lui servir du porridge, Sima se met à tousser au point de recracher le porridge sur ses vêtements. Quand Li Sheng raconte son entrevue avec Sima Yi à Cao Shuang, ce dernier s'imagine que Sima est sur le point de mourir et baisse sa garde. Pendant ce temps, Sima Yi et ses fils Sima Shi et Sima Zhao préparaient un coup d'État pour reconquérir le pouvoir.

## Déroulement de l'incident
En 249, l'empereur Cao Fang se rend aux tombes de Gaoping, pour se recueillir sur la tombe de son père adoptif, l'empereur Cao Rui. Il est accompagné dans son déplacement par Cao Shuang, ainsi que par les frères et les différents protégés de ce dernier. Pendant leur absence, Sima Yi en profite pour déclencher son coup d'État. Il fait fermer toutes les portes de la ville de Luoyang, sur ordre de l'impératrice douairière Guo, la veuve de Cao Rui, et prend également le contrôle du pont flottant de la rivière Luo. Il nomme Gao Rou Général-en Chef et ce dernier prend le contrôle de l'armée de Cao Shuang, pendant que le ministre (太僕) Wang Guan (王觀) prend la tête de l'armée de Cao Xi. Sima écrit à Cao Fang, lui donnât l'ordre, au nom de l'impératrice douairière, de démettre Cao Shuang et ses frères de leurs postes. Choqué par cette demande, Cao Shuang ne sait pas comment réagir.
Profitant de la confusion, Huan Fan, le ministre des finances, réussit à s'enfuir de Luoyang et rejoint Cao Shuang. Huan propose à Cao de se rendre à Xuchang et de partir en guerre contre Sima Yi, au nom de l'empereur. De leur côté, le Palace Attendant Xu Yun (許允), le Secrétaire Impérial Chen Tai et le Garde du Palais Yin Damu (尹大目) suggèrent à Cao Shuang de se rendre aussi vite que possible. Ce dernier pèse le pour et le contre toute la nuit et décide finalement de se rendre, espérant pouvoir continuer à mener une vie de luxe, même en ayant perdu le pouvoir. Il convoque Cao Fang pour lui retirer son poste au sein de l'armée et envoie Xu Yun et Chen Tai pour s'excuser en son nom auprès de Sima Yi. Cao Shuang et ses frères rentrèrent chez eux après avoir perdu tout pouvoir politique.

## Conséquences
Après l'incident, Zhang Dang (張當) est arrêté et donne tous les détails d'un complot pour renverser l'empereur. Cao Shuang et ses associés sont accusés de trahison, arrêtés et jetés en prison. Lors de sa fuite de Luoyang, Huan Fan avait rencontré Si Fan (司蕃) et lui avait dit : « Le Tuteur Impérial planifie une rébellion, vous devriez venir avec moi ! » Au lieu de suivre Huan, Si Fan va immédiatement se rendre à Sima Yi. Peu après cette entrevue, Huan Fan est arrêté et jeté en prison, au motif qu'il propage des accusations calomnieuses de trahison contre Sima Yi. Cao Shuang, ses associés et leurs clans respectifs sont, eux, exécutés pour trahison.
Grâce à ce coup d'état, Sima Yi réussit à prendre le pourvoir et à éliminer, au sein de la cour impériale, la faction royale dirigée par Cao Shuang. Il devient Chancelier et reçoit de l'empereur Cao Fang les neuf sacrements ou Jiu xi. Sima Shi et Sima Zhao, les fils de Sima Yi sont également nommés à des postes importants au sein de la cour impériale du Wei.
En 251, Wang Ling et Linghu Yu (令狐愚) comprennent que Cao Fang est trop jeune et trop faible pour être empereur et que c'est Sima Yi qui détient la réalité du pouvoir. Ils déclenchent une rébellion au Shouchun, pour renverser Cao Fang et Sima Yi, afin de faire monter le prince Cao Biao (曹彪) sur le trône. Sima Yi écrase cette rébellion et fait exécuter les responsables de la révolte.
Après la mort de Sima Yi, ses enfants continuent à prendre le contrôle du Wei et à éliminer tous leurs opposants politiques. Avec le temps, l'influence de la famille Cao s'affaiblit et en 265 Sima Yan, un des petits-fils de Sima Yi, fonde la Dynastie Jin en forçant Cao Huan, le dernier empereur du Wei, à abdiquer.